# Northern Rock
Northern Rock (колишній індекс LSE: NRK) — британський банк, заснований у 1965. Вкладники зберігають у ньому 24 мільярди фунтів стерлінгів своїх коштів. На початку 2000-х років компанія взяла значні позики для фінансування іпотеки з метою амбітного зростання, а також пожертвувала великі суми на благодійні цілі та громадам безпосередньо і через спонсорство. Світова банківська криза, що розпочалася приблизно у 2007—2008 роках, означала, що компанія не змогла отримати очікуваний дохід від своїх кредитів і опинилася під загрозою неспроможності повернути позичені суми. Новина про те, що банк звернувся до уряду за підтримкою своєї ліквідності, протягом 24 годин викликала у громадськості недовіру та занепокоєння, що заощадження опинилися під загрозою, і банк збанкрутував після того, як люди кинулися забирати свої заощадження. Це був перший британський банк за останні 150 років, який збанкрутував через масову втечу вкладників.
Не зумівши знайти комерційного покупця або забезпечити необхідну подальшу державну підтримку, банк перейшов у державну власність у 2008 році як альтернатива банкрутству. На той момент уряд надав Northern Rock підтримку ліквідності на десятки мільярдів фунтів стерлінгів. Розслідування дійшло висновку, що правління не змогло належним чином захистити банк від ризиків, притаманних його стратегії, або стримати виконавчих директорів, коли це було необхідно, тому, хоча банк мав достатньо активів, він став вразливим.
Зрештою, філіальні операції були повернуті у приватну власність, коли філії та інші роздрібні операції були придбані групою компаній Virgin Group у 2012 році, і того ж року були ребрендовані у Virgin Money. Іпотечний портфель активів з підвищеним ризиком було перейменовано на «Northern Rock (Asset Management)», а згодом на «NRAM plc», і він залишався у державній власності, доки не був проданий компанії «Cerberus Capital Management» у 2016 році.

## Спонсорство
Компанія є офіційним клубним спонсором місцевого футбольного клубу Ньюкасл Юнайтед, місцевого баскетбольного клубу Ньюкасл Іглз, професійного гольфіста Пола Ілса й інших.

## Фінансові проблеми банку
Банк Англії запропонував Northern Rock надзвичайну позику після того, як компанія стала найбільшою на сьогоднішній день у Великій Британії жертвою проблем на кредитних ринках. Різке зниження доступності кредитів, спричинене кризою у секторі іпотечного кредитування позичальників з низьким рейтингом у США, позбавило Northern Rock можливості отримувати ринкове фінансування, що потягнуло за собою потужний провал її акцій. Канцлер скарбниці (Міністр фінансів Великої Британії) заявляв 14 вересня 2007 року, що уповноважив Банк Англії надати Northern Rock фінансову підтримку у вигляді короткострокової кредитної лінії.

### Причини

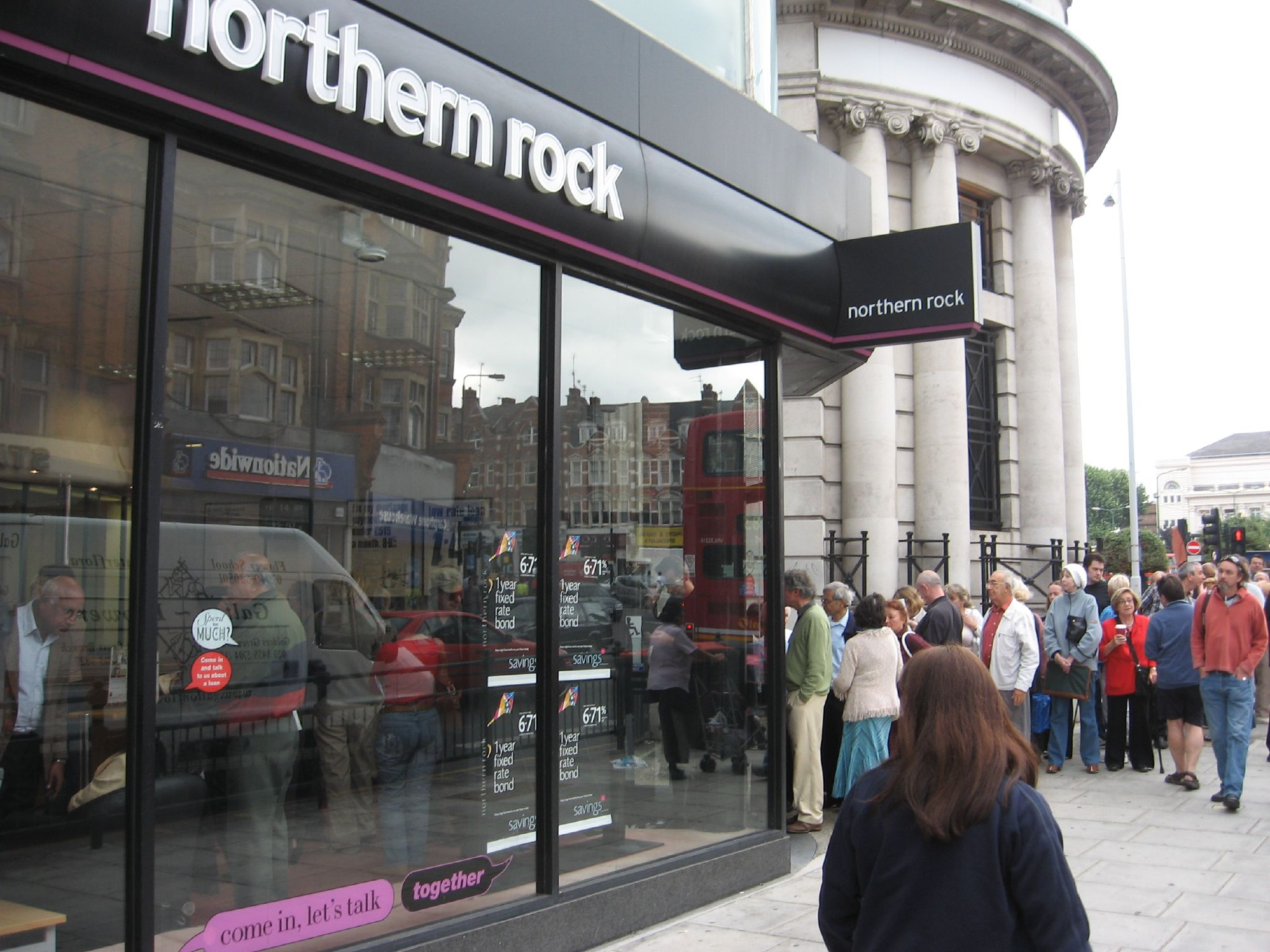
Довга черга вкладників до одного з відділень банку Northern Rock. Усі прагнуть вивести свої заощадження якомога швидше

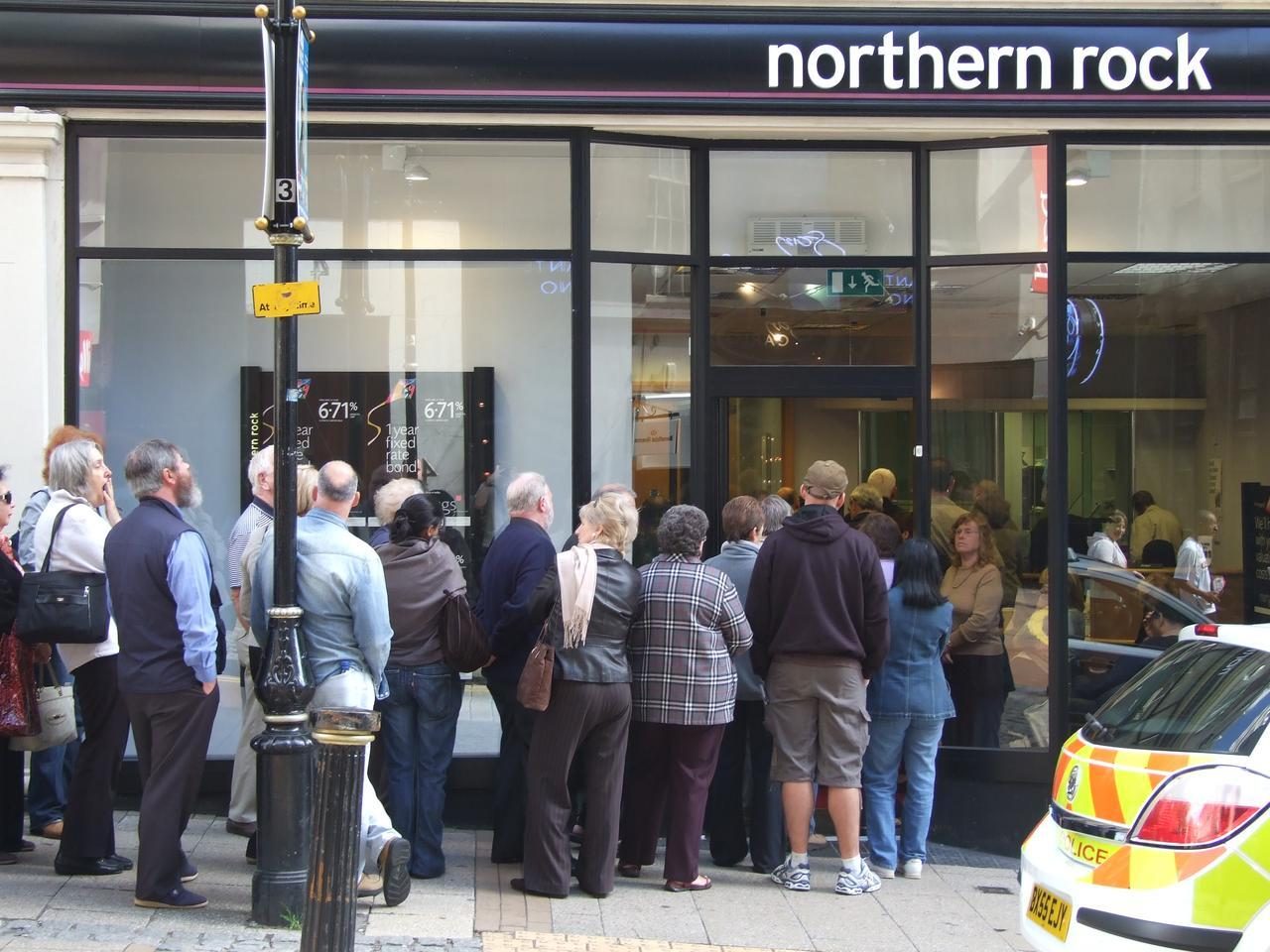
До одного з відділень Northern Rock довелось викликати поліцію після того, як сімейна пара забарикадувала двох співробітників, які відмовились видати їм заощадження на суму у 2 млн доларів без попереднього сповіщення банку, як того вимагають інструкції.

Northern Rock, яка була найбільшою компанією іпотечного кредитування у Великій Британії у I півріччі 2007 року, не має у своєму портфелі кредитів з низьким рейтингом. Однак вона виявилась вразливою в ситуації обмеження ліквідності, оскільки через невеликий обсяг депозитів змушена здебільшого фінансувати операції через грошові ринки. На відміну від більшості банків, які фінансують свій бізнес із депозитів вкладників, бізнес-модель Northern Rock була збудована навколо іпотечного кредитування. Більшу частину коштів банк отримував на оптовому кредитному ринку, продаючи борги у вигляді облігацій. Падіння попиту на іпотечні облігації (CDO) у США призвело до проблем у фінансуванні банку. В результаті Northern Rock у вересні був змушений скористатись терміновим кредитом Банку Англії, британського центрального банку у розмірі 3,2 млрд доларів, щоб зберегти ліквідність.
Вартість міжбанківських кредитів зросла у вересні 2007 року до найвищого рівня за 9 років у зв'язку зі скороченням банками взаємного кредитування.

### «Повідомлення» від Northern Rock
|  | May I begin by offering our customers my sincere apologies for the anxiety and inconvenience that we have caused you. I know how worried many of you must have been. Today I want to make it emphatically clear to all Northern Rock customers that we are open for business as usual. We remain a well-managed company and continue to be a safe place for your savings, loans and mortgages. The simple fact now is that the Chancellor has made it clear that all existing deposits in Northern Rock are fully backed by The Bank of England and are totally secure during the current instability in the financial markets. We are all working night and day to provide you with the service that you expect from us and deserve from us. And I would like to express my appreciation to our staff for their work and commitment over the last few difficult days. Above all I would also like to thank all our customers for their support and understanding. I am also pleased to announce that any customer who has paid a penalty for withdrawing their investment, will have the penalty refunded if they re-invest the same amount in the same type of account by 5th October 2007. These have been troubled times but Northern Rock will prevail. We will not let you down. |

Адам Епплгарт

### Паніка серед вкладників
Паніка, що почалась серед вкладників банку, лише усугубила ситуацію, до якої потрапив банк. За три дні вкладники зняли з рахунків близько 6 млрд доларів — ще 20 млрд доларів заощаджень могли бути зняті у найближчий тиждень. Паніка супроводжувалась довгими чергами, а місцями й бійками між клієнтами та співробітниками банку. Масштаб зняття депозитів робить банк, який уже втратив 80 % капіталізації з січня 2007 року, фактично банкрутом. На ринку циркулюють чутки, що Northern Rock найближчим часом може бути проданий більш крупному банку. Серед можливих покупців називаються банки Lloyds TSB та HSBC Bank.